# Lubiel
Lubiel – wieś w Polsce, położona w województwie dolnośląskim, w powiecie górowskim, w gminie Wąsosz.
| SIMC    | Nazwa  | Rodzaj     |
| ------- | ------ | ---------- |
| 0377294 | Czaple | przysiółek |

W latach 1975–1998 miejscowość administracyjnie należała do województwa leszczyńskiego.